# Општина Тијера Бланка (Веракруз)
Тијера Бланка (шп. Tierra Blanca) општина је у Мексику у савезној држави Веракруз. Општина се налази на надморској висини од 60 м.

## Становништво
Према подацима из 2010. у општини је живело 94087 становника.

### Хронологија
| Година       | 2000                  | 2005                  | 2010                  |
| ------------ | --------------------- | --------------------- | --------------------- |
| Становништво | 89382 (42773 / 46609) | 86075 (40808 / 45267) | 94087 (45203 / 48884) |

### Попис
| \| \| м \| \| \| ж \| \| 0—2 \| 2.215 \| \| \| 2.200 \| \| 3—5 \| 2.378 \| \| \| 2.283 \| \| 6—11 \| 5.053 \| \| \| 4.901 \| \| 12—14 \| 2.755 \| \| \| 2.709 \| \| 15—17 \| 3.053 \| \| \| 2.913 \| \| 18—24 \| 5.612 \| \| \| 6.067 \| \| 60+ \| 5.165 \| \| \| 5.909 \| \| Просек : \| 30,2 \| \| \| 31,4 \| |       |  |  |       |
| |       |  |  |       |
| | м     |  |  | ж     |
| 0—2 | 2.215 |  |  | 2.200 |
| 3—5 | 2.378 |  |  | 2.283 |
| 6—11 | 5.053 |  |  | 4.901 |
| 12—14 | 2.755 |  |  | 2.709 |
| 15—17 | 3.053 |  |  | 2.913 |
| 18—24 | 5.612 |  |  | 6.067 |
| 60+ | 5.165 |  |  | 5.909 |
| Просек : | 30,2  |  |  | 31,4  |

| #   | Индикатор                                                                                        | Вредност |
| --- | ------------------------------------------------------------------------------------------------ | -------- |
| 1   | Становништво од 0 до 2 године                                                                    | 4415     |
| 2   | Мушко становништво од 0 до 2 године                                                              | 2215     |
| 3   | Женско становништво од 0 до 2 године                                                             | 2200     |
| 4   | Становништво са 3 и више година                                                                  | 89598    |
| 5   | Мушко становништво са 3 и више година                                                            | 42951    |
| 6   | Женско становништво са 3 и више година                                                           | 46647    |
| 7   | Становништво са 5 и више година                                                                  | 86482    |
| 8   | Мушко становништво са 5 и више година                                                            | 41347    |
| 9   | Женско становништво са 5 и више година                                                           | 45135    |
| 10  | Становништво са 12 и више година                                                                 | 74983    |
| 11  | Мушко становништво са 12 и више година                                                           | 35520    |
| 12  | Женско становништво са 12 и више година                                                          | 39463    |
| 13  | Становништво са 15 и више година                                                                 | 69519    |
| 14  | Мушко становништво са 15 и више година                                                           | 32765    |
| 15  | Женско становништво са 15 и више година                                                          | 36754    |
| 16  | Становништво са 18 и више година                                                                 | 63553    |
| 17  | Мушко становништво са 18 и више година                                                           | 29712    |
| 18  | Женско становништво са 18 и више година                                                          | 33841    |
| 19  | Становништво од 3 до 5 година                                                                    | 4661     |
| 20  | Мушко становништво од 3 до 5 година                                                              | 2378     |
| 21  | Женско становништво од 3 до 5 година                                                             | 2283     |
| 22  | Становништво од 6 до 11 година                                                                   | 9954     |
| 23  | Мушко становништво од 6 до 11 година                                                             | 5053     |
| 24  | Женско становништво од 6 до 11 година                                                            | 4901     |
| 25  | Становништво од 8 до 14 година                                                                   | 12260    |
| 26  | Мушко становништво од 8 до 14 година                                                             | 6191     |
| 27  | Женско становништво од 8 до 14 година                                                            | 6069     |
| 28  | Становништво од 12 до 14 година                                                                  | 5464     |
| 29  | Мушко становништво од 12 до 14 година                                                            | 2755     |
| 30  | Женско становништво од 12 до 14 година                                                           | 2709     |
| 31  | Становништво од 15 до 17 година                                                                  | 5966     |
| 32  | Мушко становништво од 15 до 17 година                                                            | 3053     |
| 33  | Женско становништво од 15 до 17 година                                                           | 2913     |
| 34  | Становништво од 18 до 24 године                                                                  | 11679    |
| 35  | Мушко становништво од 18 до 24 године                                                            | 5612     |
| 36  | Женско становништво од 18 до 24 године                                                           | 6067     |
| 37  | Женско становништво од 15 до 49 година                                                           | 26121    |
| 38  | Становништво са 60 и више година                                                                 | 11074    |
| 39  | Мушко становништво са 60 и више година                                                           | 5165     |
| 40  | Женско становништво са 60 и више година                                                          | 5909     |
| 41  | Однос између мушкараца и жена                                                                    | 92.47    |
| 42  | Становништво од нуле до 14 година                                                                | 24494    |
| 43  | Становништво од 15 до 64 године                                                                  | 61810    |
| 44  | Становништво од 65 година и више                                                                 | 7709     |
| 45  | Просечан број деце                                                                               | 2.42     |
| 46  | Становништво рођено у ентитету                                                                   | 83662    |
| 47  | Мушко становништво рођено у ентитету                                                             | 40437    |
| 48  | Женско становништво рођено у ентитету                                                            | 43225    |
| 49  | Становништво рођено у другом ентитету                                                            | 9625     |
| 50  | Мушко становништво рођено у другом ентитету                                                      | 4394     |
| 51  | Женско становништво рођено у другом ентитету                                                     | 5231     |
| 52  | Становништво од 5 година и више резидентно у ентитету у јуну 2005. године                        | 82308    |
| 53  | Мушко становништво старосног доба од 5 година и више, резидентно у ентитету у јуну 2005. године  | 39028    |
| 54  | Женско становништво старосног доба од 5 и више година, резидентно у ентитету у јуну 2005. године | 43280    |
| 55  | Становништво од 5 година и више које је живело у другом ентитету у јуну 2005. године             | 2305     |
| 56  | Мушко становништво старије од 5 година које је живело у другом ентитету у јуну 2005. године      | 1083     |
| 57  | Женско становништво старије од 5 година које је живело у другом ентитету у јуну 2005. године     | 1222     |
| 58  | Становништво од 3 године и више које говори аутохтони језик                                      | 2370     |
| 59  | Мушко становништво старо 3 године и више које говори аутохтони језик                             | 1119     |
| 60  | Женско становништво старо 3 године и више које говори аутохтони језик                            | 1251     |
| 61  | Становништво од 3 године и више које говори аутохтони језик и не говори шпански језик            | 99       |
| 62  | Мушко становништво старо 3 године и више које говори аутохтони језик и не говори шпански         | 21       |
| 63  | Женско становништво старо 3 године и више које говори аутохтони језик и не говори шпански језик  | 78       |
| 64  | Становништво старо 3 године и више које говори аутохтони језик и шпански                         | 2137     |
| 65  | Мушко становништво старо 3 године и више које говори аутохтони језик и шпански                   | 1035     |
| 66  | Женско становништво старо 3 године и више које говори аутохтони језик и шпански                  | 1102     |
| 67  | Становништво од 5 година и више које говори аутохтони језик                                      | 2324     |
| 68  | Становништво од 5 година и више које говори аутохтони језик и не говори шпански језик            | 98       |
| 69  | Становништво од 5 година и више које говори аутохтони језик и говори шпански језик               | 2097     |
| 70  | Становништво у домородачким домаћинствима                                                        | 3513     |
| 71  | Становништво са ограничењима у активностима                                                      | 4383     |
| 72  | Становништво са ограниченим ходањем или кретањем, горе или доле                                  | 2421     |
| 73  | Становници са ограничењима вида, чак и уз кориштење сочива                                       | 1099     |
| 74  | Становништво са ограничењима говора, комуникације или конверзације                               | 387      |
| 75  | Становништво са ограниченим слухом                                                               | 399      |
| 76  | Становништво са ограничењима при одевању, купању или јелу                                        | 173      |
| 77  | Становништво са ограничењима у опажању или учењу једноставних ствари                             | 86       |
| 78  | Становништво са менталним ограничењима                                                           | 413      |
| 79  | Становништво без ограничења активности                                                           | 89024    |
| 80  | Становништво од 3 до 5 година које не похађа школу                                               | 2413     |
| 81  | Мушко становништво од 3 до 5 година које не похађа школу                                         | 1266     |
| 82  | Женско становништво од 3 до 5 година које не похађа школу                                        | 1147     |
| 83  | Становништво од 6 до 11 година које не похађа школу                                              | 328      |
| 84  | Мушко становништво од 6 до 11 година које не похађа школу                                        | 178      |
| 85  | Женско становништво од 6 до 11 година које не похађа школу                                       | 150      |
| 86  | Становништво од 12 до 14 година које не похађа школу                                             | 505      |
| 87  | Мушко становништво од 12 до 14 година које не похађа школу                                       | 270      |
| 88  | Женско становништво од 12 до 14 година које не похађа школу                                      | 235      |
| 89  | Становништво од 15 до 17 година похађа школу                                                     | 4287     |
| 90  | Мушко становништво од 15 до 17 година похађа школу                                               | 2155     |
| 91  | Женско становништво између 15 и 17 година живота у школи                                         | 2132     |
| 92  | Становништво од 18 до 24 године похађа школу                                                     | 3062     |
| 93  | Мушко становништво од 18 до 24 године похађа школу                                               | 1459     |
| 94  | Женско становништво од 18 до 24 године похађа школу                                              | 1603     |
| 95  | Становништво од 8 до 14 година које не може да чита и пише                                       | 534      |
| 96  | Мушко становништво старосног доба од 8 до 14 година које не може да чита и пише                  | 319      |
| 97  | Женско становништво старосног доби од 8 до 14 година које не може да чита и пише                 | 215      |
| 98  | Становништво од 15 година и више које је неписмено                                               | 7913     |
| 99  | Мушко становништво од 15 година и више које је неписмено                                         | 3302     |
| 100 | Женско становништво од 15 година и више које је неписмено                                        | 4611     |
| 101 | Становништво старо 15 и више година без школовања                                                | 8422     |
| 102 | Мушко становништво старо 15 и више година без школовања                                          | 3640     |
| 103 | Женско становништво старо 15 и више година без школовања                                         | 4782     |
| 104 | Становништво старосног доба 15 и више година са непотпуним основним образовањем                  | 12914    |
| 105 | Мушко становништво старосног доба од 15 година и више са непотпуном основним образовањем         | 6111     |
| 106 | Женско становништво старосног доба 15 и више година са непотпуном основним образовањем           | 6803     |
| 107 | Становништво старо 15 и више година са комплетним основним образовањем                           | 12459    |
| 108 | Мушко становништво старо 15 година и више са комплетним основним образовањем                     | 5786     |
| 109 | Женско становништво старо 15 и више година са комплетним основним образовањем                    | 6673     |
| 110 | Становништво старосног доба 15 и више година са непотпуним средњим образовањем                   | 3705     |
| 111 | Мушко становништво старосног доба од 15 година и више са непотпуним средњим образовањем          | 1960     |
| 112 | Женско становништво старосног доба од 15 година и више са непотпуним средњим образовањем         | 1745     |
| 113 | Становништво старо 15 и више година са пуним секундарном образовањем                             | 12965    |
| 114 | Мушко становништво старосног доба од 15 година и више са пуним секундарном образовањем           | 6263     |
| 115 | Женско становништво старосног доба од 15 година и више са пуним секундарном образовањем          | 6702     |
| 116 | Становништво старије од 18 година са постосновним образовањем                                    | 17115    |
| 117 | Мушко становништво старије од 18 година са постосновним образовањем                              | 8193     |
| 118 | Женско становништво старије од 18 година са постосновним образовањем                             | 8922     |
| 119 | Просечна оцена школовања                                                                         | 7.25     |
| 120 | Просечан ниво образовања мушке популације                                                        | 7.35     |
| 121 | Просечан ниво образовања женског становништва                                                    | 7.16     |
| 122 | Економски активно становништво                                                                   | 35987    |
| 123 | Економски активна мушка популација                                                               | 26461    |
| 124 | Економски активна женска популација                                                              | 9526     |
| 125 | Становништво које није економски активно                                                         | 38443    |
| 126 | Мушко становништво које није економски активно                                                   | 8726     |
| 127 | Женско становништво које није економски активно                                                  | 29717    |
| 128 | Запослено становништво                                                                           | 34343    |
| 129 | Запослено мушко становништво                                                                     | 25139    |
| 130 | Запослено женско становништво                                                                    | 9204     |
| 131 | Незапослена популација                                                                           | 1644     |
| 132 | Незапослена мушка популација                                                                     | 1322     |
| 133 | Незапослена женска популација                                                                    | 322      |
| 134 | Становништво без права на здравствене услуге                                                     | 39286    |
| 135 | Становништво које има право на здравствене услуге                                                | 54601    |
| 136 | Становништво које има право на ИМСС                                                              | 27100    |
| 137 | Становништво које има право на социјално осигурање                                               | 3648     |
| 138 | Становништво које има право на државно социјално осигурање                                       | 45       |
| 139 | Становништво које има право на опште осигурање или здравствено осигурање за нову генерацију      | 20910    |
| 140 | Становништво које је било једном или није било у браку током 12 година и више                    | 25119    |
| 141 | Венчано или уједињено становништво од 12 година и више                                           | 40959    |
| 142 | Становништво које је било у браку или уједињено 12 година и више                                 | 8767     |
| 143 | Становништво са католичком религијом                                                             | 76713    |
| 144 | Протестанти, еванђелисти и библијски следбеници различити од еванђелиста                         | 11549    |
| 145 | Становништво са другим религијама различитим од претходних                                       | 18       |
| 146 | Становништво без религије                                                                        | 4830     |
| 147 | Укупно пописаних домаћинства                                                                     | 26691    |
| 148 | Пописна домаћинства на челу са мушкарцима                                                        | 18830    |
| 149 | Пописна домаћинства на челу са женама                                                            | 7861     |
| 150 | Становништво у пописним домаћинствима                                                            | 94035    |
| 151 | Становништво у пописним домаћинствима на челу са мушкарцима                                      | 69705    |
| 152 | Становништво у пописним домаћинствима на челу са женама                                          | 24330    |
| 153 | Укупно домаћинстава                                                                              | 32435    |
| 154 | Укупно насељених домаћинстава                                                                    | 26702    |
| 155 | Укупно приватних кућа                                                                            | 32424    |
| 156 | Насељени приватни домови                                                                         | 26691    |
| 157 | Укупно насељених приватних кућа                                                                  | 26701    |
| 158 | Ненасељене приватне куће                                                                         | 4120     |
| 159 | Појединачна домаћинства за привремену употребу                                                   | 1613     |
| 160 | Становници у насељеним приватним кућама                                                          | 94035    |
| 161 | Насељеност станара у приватним становима                                                         | 3.52     |
| 162 | Просечно становника по соби у приватним насељеним домаћинствима                                  | 1.07     |
| 163 | Појединачна домаћинства са подовима од различитих материјала од земље                            | 22489    |
| 164 | Појединачна домаћинства у приземљу                                                               | 4093     |
| 165 | Појединачна домаћинства са једном спаваћом собом                                                 | 12669    |
| 166 | Појединачна домаћинства са две спаваће собе и више                                               | 13955    |
| 167 | Појединачна домаћинства са једним собом                                                          | 3042     |
| 168 | Појединачна домаћинства са две собе                                                              | 5823     |
| 169 | Појединачна домаћинства са 3 собе и више                                                         | 17739    |
| 170 | Појединачна домаћинства која имају електрично светло                                             | 25872    |
| 171 | Појединачна домаћинства која немају електрично светло                                            | 748      |
| 172 | Појединачна домаћинства која имају водоводну воду у стамбеном простору                           | 18997    |
| 173 | Појединачна домаћинства која немају водоводну воду у стамбеном простору                          | 7584     |
| 174 | Појединачна домаћинства која имају тоалет                                                        | 24928    |
| 175 | Појединачна домаћинства која имају канализацију                                                  | 24808    |
| 176 | Појединачна домаћинства која немају канализацију                                                 | 1688     |
| 177 | Појединачна домаћинства која имају електрично светло, довод воде из јавне мреже и канализацију   | 18327    |
| 178 | Појединачна домаћинства без икаквих услова                                                       | 715      |
| 179 | Појединачна домаћинства која имају радио                                                         | 19101    |
| 180 | Појединачна домаћинства која имају телевизор                                                     | 24411    |
| 181 | Појединачна домаћинства која имају фрижидер                                                      | 22271    |
| 182 | Појединачна домаћинства која имају машину за веш                                                 | 16891    |
| 183 | Појединачна домаћинства која имају аутомобил или комби                                           | 8327     |
| 184 | Појединачна домаћинства која имају рачунар                                                       | 3853     |
| 185 | Појединачна домаћинства која имају фиксну телефонску линију                                      | 6072     |
| 186 | Појединачна домаћинства која имају мобилни телефон                                               | 17167    |
| 187 | Појединачна домаћинства која имају приступ интернету                                             | 2227     |